# アレックス・ニール
アレクサンダー・フランシス・ニール（Alexander Francis "Alex" Neil , 1981年6月9日 - ）は、スコットランド出身の元サッカー選手。サッカー指導者。
選手としてのキャリアをエアドリーオニアンズ、バーンズリー、マンスフィールド・タウン、ハミルトン・アカデミカルで送り、ハミルトン・アカデミカルでは2013年に選手兼任監督となり、2014年にはクラブをスコティッシュ・プレミアシップ昇格に導いた。2015年にノリッジ・シティの監督に就任し、イングランドのフットボールリーグで2番目に若い監督となった。
2014-15シーズンにチャンピオンシップで3位となり、2015年5月25日に行われたプレイオフでミドルズブラを2-0で降し、プレミアリーグ昇格を決定した。

## 選手経歴
センターハーフのポジションを務めたニールはエアドリーオニアンズでプロとしてのキャリアを始めた。2000年にバーンズリーに加入し、2004年にマンスフィールド・タウンに加入するまで4シーズンを過ごした。マンスフィールド・タウンで1シーズンを過ごした後にハミルトン・アカデミカルと契約を結び、アクシーズ（ハミルトン・アカデミカルの愛称）では積極的なプレイスタイルから多くのアクシーズサポーターの人気を集め、お気に入りの選手となった。2008年にはジェームス・マッカーシーやジェームス・マッカーサーらとともにディヴィジョン1で優勝を経験し、2011年5月6日にはクラブと新たに契約を結んだ。

## 監督経歴

### ハミルトン・アカデミカル
ビリー・リードがクラブと双方の合意の基づき2013年4月3日に契約を解除し、ハミルトン・アカデミカルの監督ポストが空席になると、ニールが選手兼任監督として監督代行を務めることになった。2013年5月24日に31歳で監督に正式に就任し、初めてフルシーズン指揮を執った2013-14シーズンはプレイオフの末、クラブをスコティッシュ・プレミアシップ昇格へ導いた。2014-15シーズンは良いスタートを切り、76年間の対戦の歴史の中で初めてセルティック・パークでセルティックから勝利を挙げた。

### ノリッジ・シティ
2015年1月、ニールはハミルトン・アカデミカルから許可を得た上でノリッジ・シティと監督就任について話し合い、2015年1月9日に33歳でノリッジ・シティの監督に就任することになった。2015年1月10日に行われたボーンマス戦で初めて指揮を執り、首位を走っていたチームから2-1で勝利を挙げた。
ニールが指揮を執った2014-15シーズンの25試合でノリッジは17勝を挙げ、フットボールリーグ・チャンピオンシップを3位で終了し、プレイオフ進出を決めた。プレイオフではライバルクラブであるイプスウィッチ・タウンを2試合合計4-2で降し、決勝ではミドルズブラから2-0で勝を挙げ、2015-16シーズンはプレミアリーグで戦うことになった。
2014-15シーズンの終盤にはクラブと新たに契約を締結した。

## 獲得タイトル

### 選手
ハミルトン・アカデミカル
- スコティッシュ・ディヴィジョン1：2006-07
- スコティッシュ・プレミアシッププレイオフ：2013-14

### 監督
ハミルトン・アカデミカル
- スコティッシュ・プレミアシッププレイオフ：2013-14

ノリッジ・シティ
- フットボールリーグ・チャンピオンシッププレイオフ：2014-15[6]

## 監督成績
2017年3月10日現在
| チーム                   | 就任         | 退任          | 戦績 | 戦績 | 戦績 | 戦績 | 戦績   |
| チーム                   | 就任         | 退任          | 試合 | 勝   | 分   | 負   | 勝率 % |
| ------------------------ | ------------ | ------------- | ---- | ---- | ---- | ---- | ------ |
| ハミルトン・アカデミカル | 2013年4月6日 | 2015年1月9日  | 77   | 42   | 16   | 19   | 054.55 |
| ノリッジ・シティ         | 2015年1月9日 | 2017年3月10日 | 108  | 45   | 23   | 40   | 041.67 |
| Total                    | Total        | Total         | 185  | 87   | 39   | 59   | 047.03 |